# Torong
Torong és una regió de Guinea, a la riba dreta del riu Milo entre l'altura de Kankan i Bissandougou. La principal ciutat és Sana que només casualment porta el mateix nom que la capital del Iemen.
Els francesos hi van entrar el 1891. Però Samori Turé hi va enviar els seus gerrers que durant un temps van operar a la zona fins que van haver de desistir.